# Finale della Coppa del mondo per club FIFA 2023
La finale della Coppa del mondo per club FIFA 2023 si è disputata venerdì 22 dicembre 2023 allo stadio Città dello sport Re Abd Allah di Gedda tra gli inglesi del Manchester City, vincitori della UEFA Champions League 2022-2023, e i brasiliani del Fluminense, vincitori della Coppa Libertadores 2023. Il titolo è stato conquistato dal Manchester City, al primo successo nella manifestazione.

## Squadre partecipanti
| Squadra         | Confederazione | Qualificazione                                  | Partecipazioni precedenti (in grassetto indica la vittoria) |
| --------------- | -------------- | ----------------------------------------------- | ----------------------------------------------------------- |
| Manchester City | UEFA           | Vincitore della UEFA Champions League 2022-2023 | Nessuna                                                     |
| Fluminense      | CONMEBOL       | Vincitore della Coppa Libertadores 2023         | Nessuna                                                     |

## Cammino verso la finale
| Manchester City | Manchester City | Squadra                            | Fluminense | Fluminense |
| --------------- | --------------- | ---------------------------------- | ---------- | ---------- |
| Avversario      | Risultato       | Coppa del mondo per club FIFA 2023 | Avversario | Risultato  |
| Urawa Reds      | 3–0             | Semifinali                         | Al-Ahly    | 2–0        |

## Tabellino
| Arbitro: | Szymon Marciniak |

|                                           |           |  |
| Álvarez 1’, 88’ Nino 27’ (aut.) Foden 72’ | Marcatori |  |

| Manchester City | Fluminense |

| P               | 31 | Ederson          |     |
| D               | 2  | Kyle Walker      |     |
| D               | 3  | Rúben Dias       |     |
| D               | 5  | John Stones      | 74’ |
| D               | 6  | Nathan Aké       | 81’ |
| C               | 82 | Rico Lewis       | 60’ |
| C               | 16 | Rodri            | 74’ |
| C               | 20 | Bernardo Silva   |     |
| C               | 47 | Phil Foden       | 81’ |
| C               | 10 | Jack Grealish    |     |
| A               | 19 | Julián Álvarez   |     |
| A disposizione: |    |                  |     |
| P               | 18 | Stefan Ortega    |     |
| P               | 33 | Scott Carson     |     |
| D               | 21 | Sergio Gómez     |     |
| D               | 24 | Joško Gvardiol   | 74’ |
| D               | 25 | Manuel Akanji    | 74’ |
| D               | 68 | Max Alleyne      |     |
| C               | 4  | Kalvin Phillips  |     |
| C               | 8  | Mateo Kovačić    | 60’ |
| C               | 27 | Matheus Nunes    | 81’ |
| C               | 52 | Oscar Bobb       | 81’ |
| C               | 76 | Mahamadou Susoho |     |
| A               | 92 | Micah Hamilton   |     |
| Allenatore:     |    |                  |     |
| Pep Guardiola   |    |                  |     |

| P               | 1  | Fábio              |     |     |
| D               | 2  | Samuel Xavier      |     |     |
| D               | 33 | Nino               |     | 74’ |
| D               | 30 | Felipe Melo        |     | 60’ |
| D               | 12 | Marcelo            | 57’ | 60’ |
| C               | 7  | André              |     |     |
| C               | 8  | Matheus Martinelli |     |     |
| C               | 21 | Jhon Arias         |     |     |
| C               | 10 | Ganso              |     | 60’ |
| C               | 11 | Keno               |     | 46’ |
| A               | 14 | Germán Cano        |     |     |
| A disposizione: |    |                    |     |     |
| P               | 22 | Pedro Rangel       |     |     |
| P               | 98 | Vitor Eudes        |     |     |
| D               | 4  | Marlon             |     | 74’ |
| D               | 23 | Guga               |     |     |
| D               | 40 | Diogo Barbosa      |     | 60’ |
| D               | 44 | David Braz         |     |     |
| C               | 5  | Alexsander         | 68’ | 60’ |
| C               | 20 | Danielzinho        |     |     |
| C               | 29 | Thiago Santos      |     |     |
| C               | 45 | Lima               |     | 60’ |
| C               | 9  | John Kennedy       | 84’ | 46’ |
| A               | 38 | Yony González      |     |     |
| Allenatore:     |    |                    |     |     |
| Fernando Diniz  |    |                    |     |     |

| Assistenti arbitrali: Tomasz Listkiewiczc (Polonia) Adam Kupsik (Polonia) Quarto ufficiale: Jesús Valenzuela (Venezuela) Assistente di riserva: Tulio Moreno (Venezuela) VAR: Tomasz Kwiatkowski (Polonia) Assistenti al VAR: Juan Soto (Venezuela) Jorge Urrego (Venezuela) Juan Lara (Cile) | Regole dell'incontro: - due tempi regolamentari da 45 minuti ciascuno; - due tempi supplementari da 15 minuti ciascuno in caso di parità; - tiri di rigore in caso di ulteriore parità; inizialmente cinque per squadra, e a oltranza fino a spareggio in caso di ulteriore parità; - numero massimo di 23 giocatori per squadra a referto (11 in campo e 12 come potenziali sostituti); - cinque sostituzioni permesse nei tempi regolamentari; una sesta permessa nei tempi supplementari. |